# Олешко, Валентина Иосифовна
Валентина Иосифовна Олешко (1924, Плотава, Алтайская губерния — март 1943, Красногвардейский район, Ленинградская область) — советская разведчица, награжденная посмертно орденом Красной Звезды.

## Биография
Родилась в 1924 году в селе Плотава Алейского района (Алтайская губерния) в семье Галины Семёновны и Иосифа Семёновича Олешко. Училась в Алейске в 1-й школе, с 1938 года — в школе № 2.
Во время Великой Отечественной войны после окончания средней школы прошла разведывательную подготовку, и разведывательный отдел Ленинградского фронта несколько раз посылал её за линию фронта. В августе 1942 года её в качестве руководителя группы из пяти парашютистов-разведчиков направили в Красногвардейский район Ленинградской области, оккупированный немцами.
Все пятеро были задержаны сразу после приземления и доставлены в контрразведку Абвер 18-й немецкой армии в Лампово. Советских разведчиков попытались перевербовать. Они же решили выкрасть у начальника контрразведки майора Вакербарда папку со списками агентуры в Ленинграде, помощников майора уничтожить, а его самого захватить живым на лесном участке дороги, когда тот поедет на доклад к командующему 18-й армии в Дружноселье. Затем захваченного Вакербада планировалось доставить к вызванному по рации советскому самолету и переправить через линию фронта. Операция была назначена на 5 марта 1943 года. Была установлена связь с советской разведчицей-радисткой, работавшей в Нарве на конспиративной квартире, была подготовлена вооруженная группа захвата из советских военнопленных, была намечена площадка в лесу для посадки самолета. Но план выдал немцам один из советских военнопленных. В. И. Олешко и другие разведчики были расстреляны.
Похоронена в посёлке Дружноселье Гатчинского района.
До 1973 года о судьбе Валентины Олешко известно не было, и она подозревалась в том, что перешла на сторону противника. О её гибели рассказал в своей статье журналист газеты «Известия» Борис Гусев.

## Семья
Отец — Иосиф Семёнович Олешко (1896—1945), лейтенант, умер от полученных ран, похоронен в Лесснау (Поморское воеводство, Польша).
Мать — Галина Семёновна Олешко (1904—1973)

## Память
- Дом, в котором жила В. И. Олешко до отправки на фронт, цел до сих пор. Находится он в переулке им. Балицкого в городе Алейск Алтайского края. На доме установлена мемориальная доска.
- Именем В. И. Олешко названы улицы в Алейске, Дружноселье.
- 2 ноября 1975 года астроном Крымской астрофизической обсерватории Тамара Смирнова, родом с Алтая, открыла новый астероид и назвала его (2438) Олешко в честь разведчицы.

## Комментарии
1. ↑  Галина Семёновна Олешко (1904, с. Новая Свобода Новочеркасского района Ростовской области[1] — 1973).
2. ↑  Иосиф Семёнович Олешко (2.1.1896, Плотава — 15.3.1945)[2][3]. Служил с 20.10.1919 красноармейцем 33-го стрелкового полка в Омске, с декабря 1919 по октябрь 1920 года — заведующим прачечной в 516-м эвакогоспитале в Красноярске. 13.10.1941 призван по мобилизации и направлен в транспортную роту (Алейск)[1]. Лейтенант, командир взвода снабжения в 1068-м стрелковом полку 313-й стрелковой дивизии[3], кавалер ордена Красной Звезды (6.8.1944). Умер от ран, похоронен в Лесснау[пол.] (Поморское воеводство, Польша)[2].